# Asperugo procumbens
Asperugo procumbens L. è una pianta erbacea della famiglia Boraginaceae. È l'unica specie del genere Asperugo.

## Descrizione

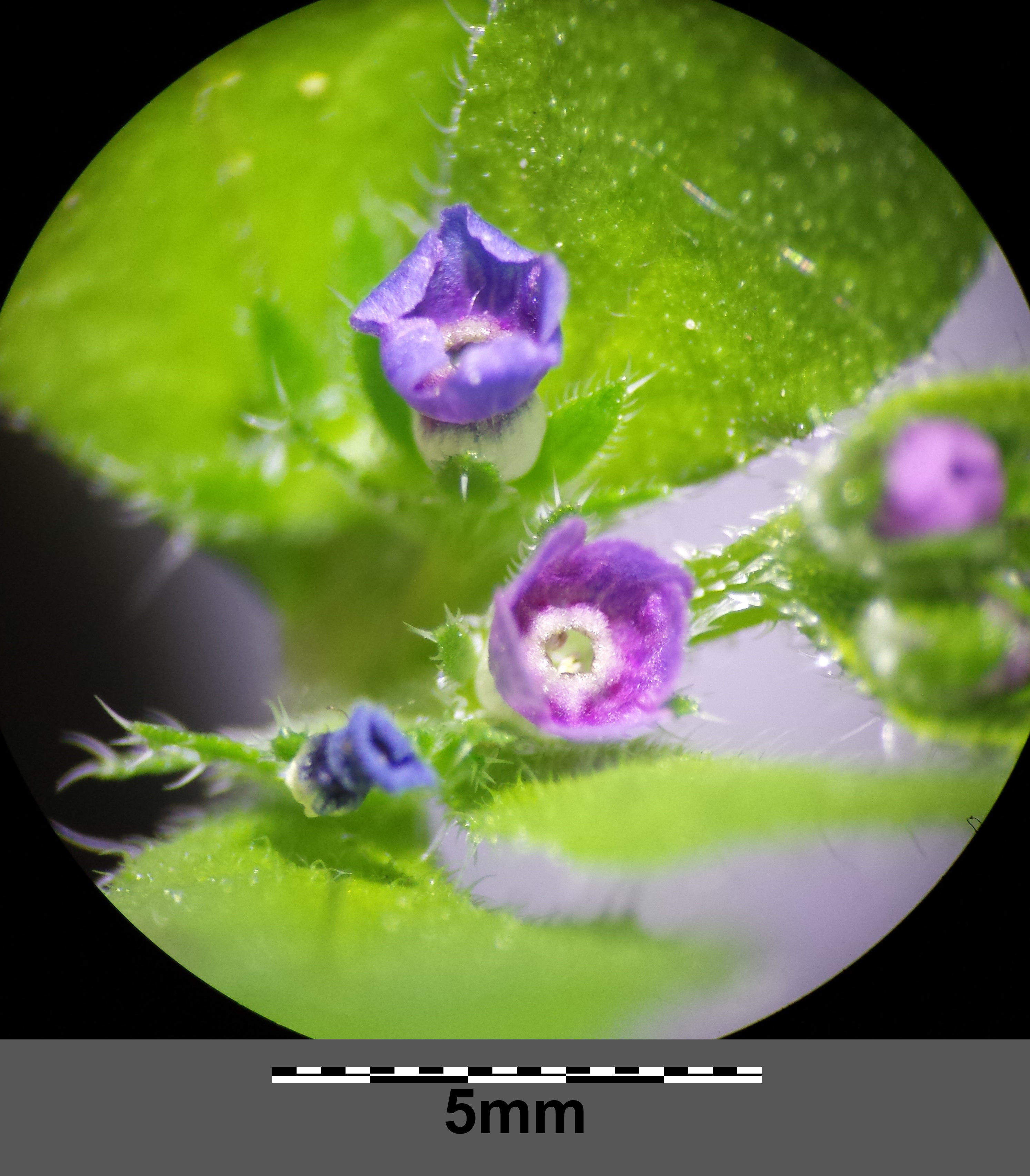
Fiori

È una pianta annuale con fusti ispidi, prostrati o rampicanti.

I fiori, pentameri, disposti in posizione ascellare, possono essere solitari o a coppie.

I calici sono divisi fin quasi alla base, con i lobi simili a foglie, dentati, accrescenti e aventi forma triangolare dopo la fruttificazione, tali da formare due ali ricoprenti le nucule.

La corolla, purpurea o violetta, è infundibuliforme e ha cinque corte scaglie nella fauce.

Gli stami sono inclusi e inseriti nella parte mediana del tubo.

Lo stilo, incluso, porta uno stimma capitato.

Le nucule, ovoidi e lateralmente compresse, sono inserite sul ricettacolo obliquamente per mezzo di una porzione del loro margine.

## Distribuzione e habitat
La specie è ampiamente diffusa in Eurasia e Nordafrica.
Si trova in campi coltivati, in luoghi incolti, discariche e vicino alle case di campagna.